# Escultismo en Colombia
El escultismo en Colombia se refiere al conjunto de asociaciones, grupos y la historia del Movimiento Escultista dentro del territorio colombiano. En Colombia se encuentran presentes varias asociaciones de scouts entre las cuales se pueden mencionar la Organización Mundial de Scouts Cristianos, la Asociación Scouts de Colombia (ASC), la Asociación de Guías Scouts de Colombia, el Movimiento Scout Católico (MSC), la Asociación Colombiana de Escultismo (ACE), la Fraternidad Scout de Colombia (FDSC), la Federación de Comunidades Cristianas Scouts (CCS), Exploradores independientes de Colombia (EIC), la Corporación de Scouts de Antioquia (CSA), la Corporación Scout de Bogotá y Cundinamarca (CSBC), la Corporación de Scout Tradicionales Colombia (Scout CST), la Corporación Scout de Norte de Santander (CSNS), la Corporación Scout de Risaralda (CSR) y la Federación Nacional de Escultismo Tradicional (FENET) y recientemente, desde el 2021, C.D.E. Grupo Scout Meraki independiente. La ASC es la más antigua, cuya fundación se data en Bogotá en 1913, cuando el coronel Washington Montero, quien era jefe de una misión militar chilena en Colombia y dirigía la Escuela Militar de Cadetes de Bogotá, junto al colombiano Luis Cano, quien conocía el Movimiento Escultista en Chile, dieron inicio a la historia del Movimiento en este país. 
El periodista Miguel Jiménez López, quien había estado en Inglaterra, fue el encargado de conectar la naciente experiencia con los orígenes británicos en publicaciones que aparecieron en El País a partir del 20 de junio de 1913. Otros personajes que son preponderantes dentro de la historia del movimiento en Colombia son Jorge Cock Quevedo y Jorge Castaño Duque en Medellín. En fundador del Movimiento Escultista, el General británico Baden-Powell, tuvo conocimientos de la naciente experiencia en el país suramericano, aunque no se hizo presente. Sí en cambio lo hizo quien fuera su esposa, Olave Saint Clair Soames, quien visitó el país en los años 1970 como emisaria de los ideales del Padre Mundial del Escultismo.

## Historia general
Las iniciativas de 1913 marcan el principio del Movimiento, pero no sin dificultades que tuvieron que ver con la falta de una mayor organización, de un contexto y una experiencia mayor conectada con el discurrir del Movimiento en Inglaterra e incluso con una cierta oposición por parte de la Iglesia católica colombiana de entonces que veía al Movimiento asociado con el anglicanismo, perspectiva que cambiaría radicalmente después de los años 40 gracias a los gestos del Papa Pío XI para con el Escultismo. De este último punto es de destacar que la Iglesia Católica colombiana llegaría a ser una de las principales promotoras del Movimiento en Colombia, como lo fue en muchos otros países católicos, especialmente gracias a las numerosas escuelas y colegios que poseía y en donde se conformarían grupos scouts. Por ejemplo, Monseñor Luís Gómez de Brigard fundó un grupo scout en la Escuela Ricaurte en Bogotá que funcionó entre 1916 y 1928. Los nombres asociados a estas primeras experiencias escultistas fueron José María Samper Brush, Tomás Rueda Vargas, Rafael Balcazar, Cenón Escobar Padilla, Agustín Nieto Caballero, Miguel Ángel Posso Ramírez, José María Montoya, Miguel Jiménez López, Carlos Saéns, Eduardo Briceño, Bernardo Tovar Borda, Marco A. Pardo y Daniel Samper Ortega, todos pertenecientes a destacadas familias de la época, de la industria o del ejército en Bogotá.
Por su parte, Medellín sería el otro centro de desarrollo del Escultismo en Colombia al registrarse sus inicios con la fundación de un grupo de scouts dirigido por Jorge Cock Quevedo y Jorge Castaño Duque en 1918 y que persistiría hasta 1921. En 1927 se fundó en Bogotá el Centro de Excursionistas Caquetá que sería clave en la futura organización del Movimiento en el país.
Pero tal vez el personaje que más aportó a la futura consolidación del Movimiento Scout de Colombia, fue el manizaleño, Daniel Isaza Isaza, quien tuviera contacto con el génesis del Escultimso colombiano, oriundo del Chileno, y quien con mucha enteresa se dedicó a restaurar los esfuerzos hechos por los antes mencionados en las primeras décadas del siglo XX. Isaza Isaza es tenido como el fundador de la Asociación de Boy Scouts de Colombia, hoy Scouts de Colombia, cuya primera sede fuera en la ciudad de Manizales, la cual debió trasladarse a Bogotá, cuando el Movimiento empezó a crecer. Hoy en día, los grupos miembros de la Asociación Scouts de Colombia reconocen anualmente a sus mejores miembros con la condecoración Daniel Isaza Isaza, al mejor Lobato, Scout, Caminante, Rover y Dirigente en reconocimiento tanto al condecorado, como a la persona de Isaza Isaza.

### Hacia una organización nacional
En todo el país se generaron movimientos inspirados al Escultismo, pero no existía todavía una organización nacional que sólo comenzaría a vislumbrarse en 1929 con la fundación del Grupo Nacional de Excursionistas de Colombia, semilla de la Federación Colombiana de Excursionistas, pero que no dio mayores resultados. Pero fue el Centro de Excursionistas Caquetá el que insistió en la necesidad de una asociación nacional y que se rigiera estrictamente por los parámetros del Escultismo mundial. La idea se cristalizaría el 22 de junio de 1931 al nacer Exploradores Colombianos reconocidos en marzo de 1933 por el Movimiento Scout Mundial. Ese mismo año los Exploradores colombianos reciben carácter legal por parte del Estado de Colombia que le concede personería jurídica y se dicta un decreto que reconoce al movimiento como Boy Scouts de Colombia y que en 1959 asume el nombre definito de Scouts de Colombia.

### Promoción del Escultismo en Colombia
Nacido en el contexto de las clases dirigentes colombianas y asociado con el ambiente militar del país, el desarrollo del Escultismo en Colombia no tuvo mayores tropiezos y fue en general acogido por la sociedad y el Estado. En 1954 se emite un decreto legislativo que propende por la promoción del Escultismo en el país y en 1966 el Congreso de la República se asocia al aniversario de la fundación del Movimiento en Colombia. Sin embargo, el Movimiento Scout en el país se ha desarrollado más bien de manera independiente a las políticas oficiales de promoción al deporte y a la educación no teniendo subsidios efectivos que permitan una mayor participación en las actividades de muchachos de clases bajas debido a que son los mismos muchachos los que corren con todos los gastos de su afición, que no son pocos, lo que hizo que el Escultismo colombiano fuera por lo general un deporte practicado por muchachos de clases medias y altas.

## Asociación Scouts de Colombia
La ASC es la más antigua asociación de scouts en Colombia y es el único miembro oficial de la Organización Mundial del Movimiento Scout con sede en Ginebra. La ASC se organiza en el país en regiones y está dirigida por una Jefatura Scout Nacional (en la parte programática), un Consejo Scout Nacional (en la parte administrativa y definición de políticas) y una Corte de Honor Nacional (con funciones de estímulos y reconocimientos e investigación de casos que atenten contra los reglamentos). Un esquema similar se conserva a nivel regional, salvo la Corte de Honor. La ASC ha dirigido jamborees Interamericanos, Nacionales y regionales y antes de 1991 era la única organización scout reconocida en el país ante el Estado.

Logotipo oficial de la CSA

## Corporación Scouts de Antioquia (CSA)
Fue una organización sin ánimo de lucro, sigue los principios del fundador Baden Powell y toda la filosofía generada por este, el escultismo en Medellín, Antioquia inicia desde 1918 impulsado por el señor Jorge Cock Quevedo, en 1966 nace la llamada Corporación Boys Scouts de Antioquia (Boy Scouts Corporation of Antioquia, CSA) con personería jurídica y a su vez, representando al Región de Antioquia de la Asociación Scout de Colombia. En el año 1997, tras discusiones y propuestas diferentes a nivel administrativo y patrimonial, la Región de Antioquia se convierte en la Corporación Scouts de Antioquia (CSA). En 2019, por problemas de copyright en el uso de la palabra Scout y otros símbolos del escultismo, se vincularon de nuevo a la Región Antioquia de la Asociación Scouts de Colombia.
La C.S.A. se define como una organización sin ánimo de lucro al servicio del Movimiento Scout como Movimiento educativo, no político, de carácter voluntario, abierto a todos sin distinción de clase, raza o credo, de acuerdo con el propósito, los principios y el método concebidos por el Fundador del Movimiento Scout Internacional. Lord Baden Powell de Gilwell.
La C.S.A. es Fiel, Útil y Moderna.
- Fidelidad: Al método y programa educativo de Lord Baden-Powell de Gilwell, Fundador del Movimiento Scout Internacional, que siguen teniendo como opción de vida y cultura en buena ciudadanía.

- Utilidad: Como una Organización No Gubernamental (ONG) con alto sentido de civismo y de altruismo en beneficio de la comunidad nacional e internacional.

- Modernidad: Para conseguir la actualización constante de sus programas, permitiendo el logro de sus objetivos educativos y la atracción de los intereses de la juventud colombiana.

Misión
Promover y apoyar el escultismo en Colombia, generando confianza, solidez y condiciones de progreso para todos los grupos, afiliados y comunidad en general, guardando fidelidad a los principios fundamentales del movimiento scout mundial propuesto por el fundador BADEN POWELL.
Visión
Ser una organización modelo en América, caracterizada por un excelente servicio y reconocida por su escultismo fiel, útil y moderno y por su solidez humana y técnica.
La CSA forma a sus asociados como personas íntegras física, mental, espiritual, afectiva y socialmente por medio del método activo de “Aprender Haciendo y Jugando” para lograr ciudadanos útiles a su país, que se comprometen como individuos:
Somos Críticos, Solidarios y Auténticos
- Críticos: Que opinen libremente según sus convicciones y logren ser personas de carácter, que construyan en comunidad una nación fuerte y respetada, ajena a las manipulaciones y sometida a la evaluación constante de mentes ágiles que no teman expresar sus pensamientos y liderar los procesos de cambio que requieren los nuevos tiempos.

- Solidarios: Que se comprometan como verdaderos Hermanos en la búsqueda de resultados; que sepan ponerse en el lugar del necesitado para ayudarlo desinteresadamente en la solución de su problema. Sentir el servicio como vocación sin esperar ninguna recompensa distinta al bienestar moral por el deber cumplido.

- Auténticos: Como personas virtuosas, genuinas e irrepetibles, que desde su particular manera de ser se identifiquen plenamente con los conceptos de la Ley Scout que prometieron cumplir y que los hace vivir en: honor, lealtad, servicio, fraternidad, cortesía, nobleza, obediencia, valentía, trabajo e integridad.

La CSA reitera su profundo compromiso con los Principios internacionales de los Scouts y declara que:
El Scout se honra de su Fe y le somete su vida.
El Scout es hijo de la Patria y buen ciudadano.
El deber de un Scout comienza en su hogar

## Asociación Colombiana de Escultismo

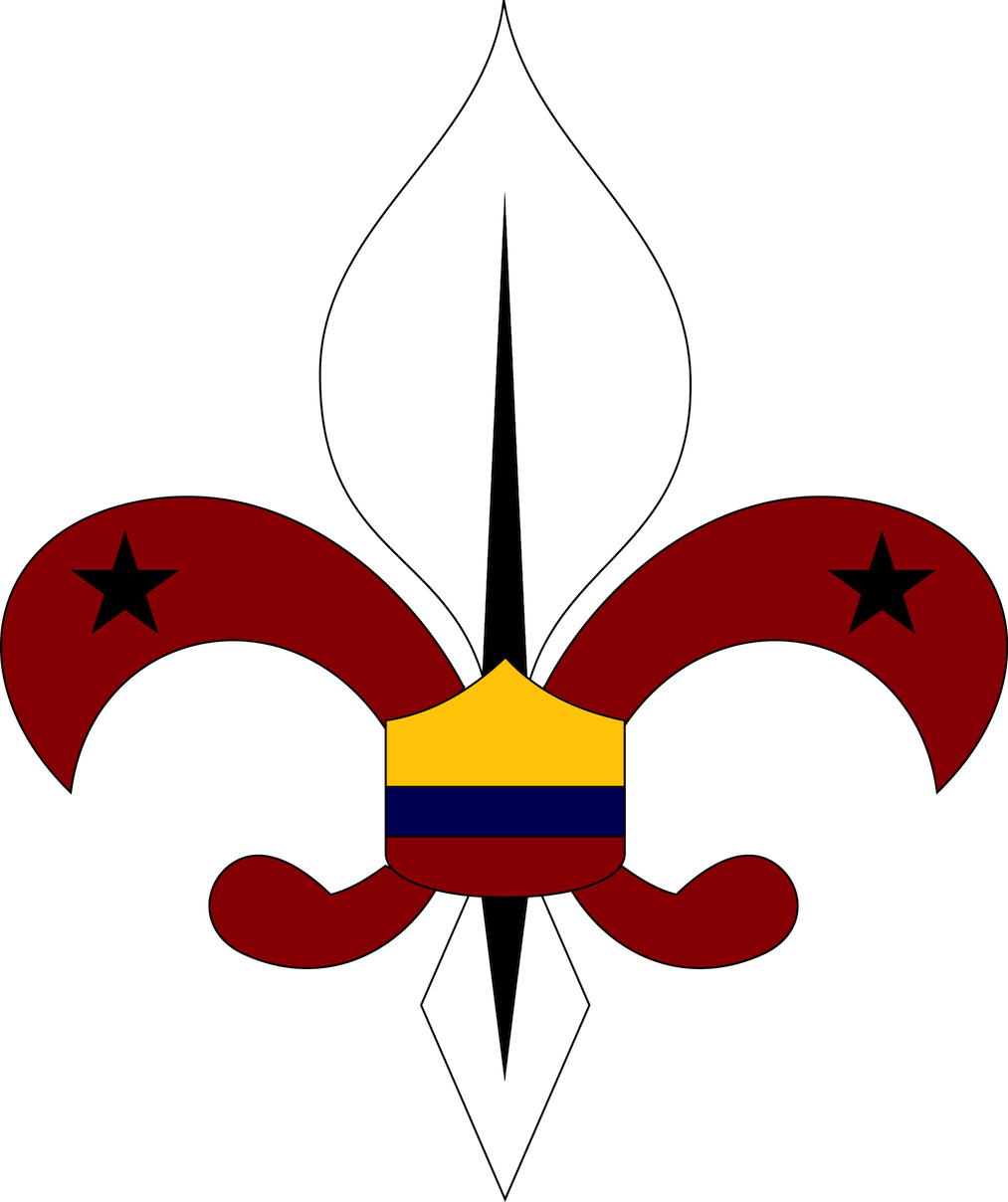
Flor de Liz Oficial de la Asociación Colombiana de Escultismo (Scouts ACE)

Creada el del 16 de septiembre de 1991, Scouts ACE, nace por la necesidad de hacer un nuevo escultismo, más justo, más equitativo. Que permitiera volver a la esencia del movimiento, en cuanto Promesa y Ley se refieran. Un escultismo simple, como lo trazara en su época Baden-Powell. Un escultismo atractivo para el muchacho de hoy, enfrascado en las nuevas tendencias tecnológicas y esnobistas de moda, música y diversión. Un escultismo que retome a la naturaleza, su razón de ser y marco simbólico real. Un escultismo comprometido con la situación social de nuestra nación y el mundo. Un escultismo que lidere procesos de cambio en nuestra juventud y la guíe permanentemente hacia el sentir de la comunidad internacional y sobre todo un escultismo más cerca de Dios
La ACE es miembro de la Federación Mundial de Scouts Independientes con sede en Londres y que fue fundada en 1996 por Lawrie Dring en Laubach, Alemania; un militar británico que proponía un movimiento de tipo más tradicionalista. La Asociación nació en Itagüí, Antioquia y tiene varias agrupaciones asociadas a lo largo del territorio nacional. Entre el 7 y 14 de julio de 2007 la ACE es anfitriona del II Jamboree Mundial de su Federación que dio este privilegio a Colombia para conmemorar los 100 años del nacimiento del Escultismo.
El Objeto de la Asociación Colombiana de Escultismo es formar el carácter de los muchachos, inculcarles el cumplimiento de sus deberes religiosos, patrióticos y cívicos; así como principios de disciplina, lealtad y ayuda al prójimo, capacitarlos para bastarse a sí mismos ayudándoles a desarrollarse física, mental y espiritualmente; todo esto conforme a los lineamientos que señaló el fundador del Movimiento Scout, Lord Robert Baden Powell.
Siendo cada vez más numerosos. Scouts ACE posee miembros en
- Antioquia: Medellín e Itagüi
- Atlántico: Barranquilla
- Bolívar: Cartagena
- Distrito Capital: Bogotá.
- Norte de Santander: Pamplona
- Quindío: Armenia
- Santander: Bucaramanga, Floridablanca y Girón
- Tolima: Ibagué
- Valle del Cauca: Cali y Buga

## Asociación de Guías Scouts de Colombia
La AGSC es la versión femenina de la ASC con sede en Bogotá, miembro de la Asociación Mundial de las Guías Scouts que se inspiran en Olave Saint Clair Soames, la esposa de Baden-Powell, el cual había diseñado sus programas escultistas exclusivamente para varones. Si bien el Escultismo en Colombia se volvió coeducativo especialmente a partir de la década de los 80 del siglo XX, la AGSC continúa siendo una opción escultista exclusiva para niñas y jóvenes con programas de formación y dignificación de la mujer.
En 1936: Se funda la Asociación de Guías Scouts de Colombia, RAMA FEMENINA en Colombia, hasta hoy, gracias a la colaboración de Gertudis Hill y Doña Alicia Londoño de Cock.

## Organización de Scouts
Diseñada para las personas que siendo Scouts deciden unirse por convicción y elección propia a una Congregación cristiana evangélica o católica y que por cuestiones de dogma deben separarse del Escultismo tradicional. Es liderada por Jefes Scouts que al mismo tiempo son sacerdotes católicos, Pastores o líderes evangélicos laicos. El Movimiento actúa en Colombia debido al auge y crecimiento de las iglesias evangélicas en ese país suramericano. cuenta con
algunos pocos grupos en Chile, Argentina, y Ecuador. EL Consejo Superior de la Organización sesiona en Colombia, es de carácter vitalicio, ninguno de sus miembros puede ser reemplazado. El Consejo Superior dicta las directrices únicas y obligatorias para todos sus miembros quienes se someten a su dirección y arbitrio. Basa su accionar en la enseñanza del escultismo y la práctica de los principios cristianos protestantes. es una organización ecuménica y multiconfesional.

## Movimiento Scout Católico
Más que una organización en sí, el Movimiento Scout Católico es una iniciativa confesional que promueve la fe de los scouts católicos dentro del Movimiento Escultista con el respeto de otras confesiones y fieles a los principios del fundador de promover la participación de todos los muchachos del mundo sin distinción de credo, raza o clase social.

## Corporación Scouts de Caldas
La CSC es una organización scout con sede en Manizales, Caldas que se separó de la Asociación de Scouts de Colombia en el año 2006 y que surge de la coyuntura presentada ese año al interior de la Región Caldas de la Asociación Scout de Colombia. Es reconocida como organización de escultismo por la Alcaldía de Manizales, la Gobernación y la Cámara de Comercio y sigue los programas scouts especialmente dentro de este departamento colombiano.
En la Corporación Scouts de Caldas se sigue el camino del Escultismo tradicional y místico, existen cuatro grupos consolidados, los cuales son el Grupo 18 "Monte Blanco" cuya sede es el colegio Eugenio Pacelly; el Grupo 25 "Corsarios" cuya sede es el colegio INEM y el Grupo 2 "Kimbal O'Hara" cuya sede es el Colegio Instituto Universitario y el Grupo 46 "Chambery" del municipio de Aranzazu. Además del Grupo I de "Gilwell" conformado por el staf de dirigentes.
También se cuenta con dos Grupos Experimentales que son el Grupo 3 "Kudu" y el Grupo 4 que viene trabajando durante el 2010; la apertura de nuevos grupos va siendo progresiva hasta el punto que se están haciendo gestiones para la apertura de otros tres en la ciudad y dos más en otros municipios debido a que la acogida de nuestro programa y las directrices trazadas por la jefatura han asegurado la expansión del movimiento scout.

## OSIC-Organización de Scouts Independientes de Colombia.
Los Scouts independientes del mundo han organizado su plan de adelanto, insignias y filosofía desde las enseñanzas de Baden Powell pero de una manera más ajustada a la realidad socioeconómica del mundo. A saber, un escultismo más accesible a las clases menos favorecidas y menos militarista donde se practique el contacto con la naturaleza.
Todos los grupos afiliados se concentran en la WOTS Gillwell.
Las características más importantes para ser miembro, han surgido en congruencia con sus finalidades, siendo entre las principales:
•	Sin ánimo de lucro,
•	la organización debe mantenerse bajo parámetros económicos básicos y accesibles a todos con el deseo de mantener a la gente interesada sólo en el Escultismo, fuera de ella.
•	No se pueden involucrar políticamente en ningún aspecto.
•	El Escultismo ya es un movimiento centenario, éste se ha modificado de acuerdo a la idiosincrasia nacional y se debe tratar de mantener el ideal de que sea un Movimiento de los niños, adolescentes y jóvenes, por tanto, los cambios deben surgir por ellos y no por los adultos en forma jerárquica.
•	Se promueve la tolerancia, entendiendo que las organizaciones surgen de diferente forma y por diferentes motivos, y el objetivo es que todos aprendan de todos.
Y lo más importante es que se sigan los delineamientos en busca siempre en la filosofía y trabajo en el proyecto original de Baden-Powell, en sus libros e ideales. Aunado con el punto anterior se pide que todas los grupos, para entrar en la OSIC, basen su esquema en el trípode "Promesa Scout - Ley Scout - Sistema de Patrullas" tal y como propuso Baden-Powell (que siempre sumó y nunca restó) promoviendo el auténtico espíritu Scout, en respuesta a las (cada vez más) asociaciones de la Organización Mundial del Movimiento Scout que se alejan rápidamente del legado original.

## Corporación Scouts de Norte de Santander
La Corporación Scouts de Norte de Santader nació en la ciudad de Pamplona en el año 2006.

## Scouts Cristianos Federación de Comunidades autónomas
Dentro del Escultismo mundial, se abre campo una opción para desarrollar grupos Scouts con fundamentación cristiana. La Federación de comunidades Cristianas Scouts es una organización internacional de rápida expansión con presencia en 29 países y más de 11.000 personas vinculadas como dirigentes, cachorros, lobatos, webelo, scouts, rovers y consejos de padres de familia.
Las oficinas centrales se encuentran en la ciudad de Miami Florida bajo la presidencia mundial del Obispo y Capellán Pablo Roman Caballero, Presidente de la Asociación Internancional Hispanoamericana de Capellanes y cuenta con cuatro regiones continentales: Asia, Europa, América del Norte y la región Interamericana que vincula a Centroamérica, sur América, y el Caribe. Es en esta última región en donde la Federación se expande más rápidamente con 100 grupos en Colombia, 11 en Brasil, 4 en Argentina, 4 en Chile, 2 en Panamá, 1 en Aruba, 2 en México, y comunidades en formación en Ecuador, Honduras, Costa Rica, y República dominicana.
Aunque practican y promueven los principios fundamentales del escultismo, se diferencian básicamente en:
SU COSMOVISIÓN: Buscan desarrollar al individuo en 4 relaciones fundamentales: 1 LA RELACIÓN CON DIOS: Consideran fundamental que el ser humano reconozca y desarrolle su ser trascendental teniendo en cuenta que por su naturaleza, hombres y mujeres somos espirituales. La relación con la divinidad permite al Scout fortalecer un sentido de pertenencia y de propósito en su vida. 2. LA RELACIÓN CON SIGO MISMO: Restauran la autoestima y la imagen que de sí mismo tiene cada miembro de la federación. de esta manera proveen al individuo de una estabilidad emocional que le capacita para enfrentar las dificultades propias de las etapas de cada edad. 3. LA RELACION CON LOS DEMÁS: Uno de los mensajes fundamentales del escultismo es la socialización y la construcción de tejido social. La federación busca vincular al individuo a su entorno social mediante el trabajo constante y sistemático en favor de los menos favorecidos y las poblaciones en vulnerabilidad, es así como tiene grupos de sordos, o discapacitados motrices, grupos en barrios de invasión, sectores marginales, poblaciones indígenas y sectores a los que de otros manera los jóvenes difícilmente llegarían.De esta manera se fortalece la responsabilidad social en los jóvenes. 4. LA RELACIÓN CON EL MEDIO AMBIENTE: El escultismo es una práctica al aire libre por excelencia. Por eso se hace especial énfasis en la forestación, reciclaje, cuidado de fuentes hídricas y capa vegetal.
SU GRATUIDAD: Debido a que cuenta con amplio reconocimiento y respaldo institucional pro parte de organismos de socorro, gobiernos e instituciones, estos grupos son completamente gratuitos para los niños, niñas y adolescentes que integran sus filas.
SU SENTIDO SOCIAL: Para la federación es fundamental el trabajo en pro de las comunidades vulnerables. Esta es una importante diferencia pues la experiencia Scout al aire libre ocupa un segundo lugar en las prioridades de estas comunidades. De hecho se forman y entrenen con los organismos de socorro en técnicas de rescate y atención de víctimas, inteligencia emocional y otras herramientas que faciliten su interacción comunitaria.
Cuentan con el resplado del Parlamento andino, la Comunidad de naciones, el Parlamento Europeo, HRW, SHFOI, CEDECA y otras ONG europeas y norteamericanas que aportan a su desarrollo y consolidación en países del tercer mundo.

## Corporación Scout de Risaralda

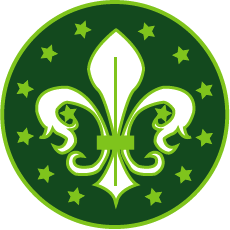
Flor de Liz CSR

La CSR es una organización scout con sede en Pereira, Risaralda que se separó de la Asociación de Scouts de Colombia en el año 2012 y que surge de la diferencia ideológica entre los fundadores de la CSR los hermanos García Castro (Giovanni, Juan Eduardo y Jonatan) y la Asociación Scout de Colombia. Es reconocida como organización de escultismo por la Alcaldía de Pereira, la Gobernación y la Cámara de Comercio y sigue los programas scouts especialmente dentro de este departamento colombiano.
La Corporación Scout de Risaralda
Se define como una organización sin ánimo de lucro al servicio del Movimiento Scout como Movimiento educativo, no político, de carácter voluntario, abierto a todos sin distinción de raza, credo o estado social de acuerdo con el propósito, los principios y el método concebidos por el Fundador del Movimiento Scout Internacional Lord Badén Powell de Gilwell.
Objetivo
Contribuir al desarrollo de la niñez y la juventud mediante la realización plena de sus potenciales espirituales, sociales, intelectuales, afectivos y físicos como individuos, como ciudadanos responsables y como miembros de sus comunidades local, nacional e internacional, de conformidad con el proyecto educativo de la Corporación Scout de Risaralda.
Misión
Promover y potenciar el método SCOUT en el territorio nacional, generando progreso, confianza y beneficio para todos los grupos, afiliados y comunidad en general, guardando fidelidad a los principios fundamentales del movimiento scout mundial propuesto por su fundador.
Visión
Ser una organización líder y modelo en Colombia, caracterizada por la vocación de servicio, y reconocida por la práctica del método Scout, logrando una adecuada interacción entre sus principios fundamentales y el contexto humano, político y social de carácter evolutivo por naturaleza, lo cual se resume en un escultismo incluyente y con sentido social.
En la corporación scout de Risaralda los chicos no beben pagar inscripción alguna para pertenecer a esta, pertenecer a la CSR es GRATIS y así llegar a la mayor cantidad de chicos para disfrutar del ser scout.